# Коллинз, Якоб
Джейкоб Коллинз (англ. Jacob Collins; род. 1964) — американский живописец, представитель реалистической живописи. Ведущая фигура в современном классическом искусстве возрождения, является основателем The Grand Central Academy of Art в Нью-Йорке.

## Биография
Родился 11 августа 1964 года в Нью-Йорке. Происходит из семьи художников и учёных. Его двоюродный дедушка Мейер Шапиро — влиятельный североамериканский марксистский историк и теоретик искусства, художественный критик.
Ещё ребёнком Джейкоб копировал работы известных мастеров в Метрополитен-музее. Уже в юном возрасте осознал, что хочет стать художником и работать в классическом стиле. Учился в Европе и Нью-йоркской школе-студии (New York Studio School), получил степень в школе в Далтоне (The Dalton School).
Посещал Нью-Йорукскую академию искусств (the New York Academy of Art).
Его учителями были Аарон Курзен (Aaron Kurzen), Тед Сет Джейкобс (Ted Seth Jacobs), Михаэль Авино (Michael Aviano), а также скульптор Мартин Ваугэль (Martine Vaugel). Коллинз выполнил много, вероятно, учебных копий великих мастеров в музеях Прадо, Лувре, галерее Уффици в Риме. В начале 1990-х годов основал Уотер-Стрит Ателье (Water Street Atelier,) в котором обучал многих молодых художников работать в классическом стиле. В настоящее время вместе с женой, писательницей Энн Брешерс (Ann Brashares) и четырьмя детьми проживает в Нью-Йорке.

## Творчество
Джейкоб Коллинз работает в жанре классического реализма, объекты его творчества: обнаженная натура, портретная живопись, пейзаж и интерьер. Работы Коллинза выставлялись в галереях и музеях Европы и США. Он выполнил портрет Джорджа Буша.